# Thyene manipisa
Thyene manipisa är en spindelart som först beskrevs av Barrion, Litsinger 1995.  Thyene manipisa ingår i släktet Thyene och familjen hoppspindlar. Inga underarter finns listade i Catalogue of Life.